# 한시
한시(漢詩)는 한자(漢字)로 쓰인 근대 이전에 만들어진 시를 일컫는 말로서, 주로 중국과 그 주변 한자 문화권인 한국, 일본, 베트남에서 만들어졌다.
고대 중국의 정형시 양식으로, 한나라, 위진, 당나라, 송 나라 때 주로 만들어졌으며, 당시의 삶과 사유를 절제된 언어로 담아내어 시대성과 문학성을 같이 갖고 있는 문화유산이다.

## 역사
현재 가장 오래된 한시는 중국에서 예로부터 전해오는 노래나 시 중에서 공자가 305편을 골라 편찬하였다고 알려진 시경(詩經)이다.

## 특징
한국, 중국, 일본 등 동아시아 한자 문화권의 고전 문학, 유교적 질서의 문학, 당시 사회 상층부의 시 문화로 당시의 수사적 표현법이나 고사성어 등의 원서 역할을 하고 있다. 또한 한시에는 한 사람의 글씨와 그림, 그리고 인품이 담긴다고 여겼다. 나아가 자연과 인간, 그리고 사회의 관계를 우주 속의 하나의 보편적 원리 속에서 파악하면서 자연과 사람을 연관지어 생각하였다.
또한 글씨, 그림과 그 예술적 세계를 공유해사, 시, 서, 화가 공동의 문화적 기반에서 만들어진 제화시(題畵詩)나 시의화(詩意畵)도 있었다.
자연, 계절의 서정, 인생, 이별 등 상류층의 개인적 취미를 위해 즐기거나, 사회문제를 꼬집고 민중의 삶과 현실을 다루는 등 자신의 사회적 철학과 의지를 표현하는 노래도 있었다.
한시 시인으로는 위진시대의 조식, 유정, 포조, 사조, 도연명, 위응물이 유명했고, 당송 문인으로는 한유, 유종원, 이백, 두보, 구양수, 백낙천 등이 있다.

## 형식
한문으로 이루어져 있으며 일정한 형식을 가진 정형시로, 평측과 각운에 엄격하며, 한 구는 네 자, 다섯 자, 일곱 자로 이루어진다. 고시, 절구, 율시, 배율 따위가 있다.

### 고체시(古體詩)
평측이나 자수에 제한이 없어 비교적 자유로운 형식이다. 한 구에 들어가는 글자수에 따라 삼언시, 사언시, 오언시, 육언시, 칠언시, 잡언시 등으로 다양하다. 고시(古詩), 고체(古體)라고도 한다.
- 악부시(樂府詩) : 한무제 때 음악을 관장하는 악부에서 쓰인 악가, 민가 등
- 사언고시(四言古詩): 한 구의 글자수가 사언으로 된 시 (시경, 천자문)
- 오언고시(五言古詩): 한 구의 글자수가 오언으로 된 시
- 칠언고시(七言古詩): 한 구의 글자수가 칠언으로 된 시
- 잡언고시(雜言古詩): 한 구의 글자수가 일정하지 않은 시

### 근체시(近體詩)
구수, 자수, 평측, 압운, 대장(對仗) 등에 대한 엄격한 규칙이 있으며, 남북조 시대인 제나라 무제 때 나타나 당나라 때에 형식의 틀이 이루어졌고 율시 및 절구가 대량으로 나타났다. 근체(近體), 금체(今體), 금체시로도 부른다. 무제의 연호인 영명(永明)을 따서 영명체라고도 부른다.
- 절구(絶句) : 기(起)ㆍ승(承)ㆍ전(轉)ㆍ결(結)의 네 구로 이루어졌는데, 한 구가 다섯 자로 된 것을 오언 절구, 일곱 자로 된 것을 칠언 절구라고 한다.
- 율시(律詩) : 오언율시, 칠언율시 등 8구로 이루어진 시
- 배율(排律) : 율시와 같은 창작법이지만 10구 이상 장편으로 된 시, 장률(長律)이라고도 부른다.

 꽃 속에 한동이 술을 놓고/ 친구도 없이 홀로 대작한다/ 술잔 들어 밝은 달 초대하여/ 그림자와 더불어 셋이 되었네./ 달은 원래 술 마실 줄 모르고/ 그림자는 그저 내 몸을 따를 뿐.// 잠시 달과 그림자와 짝을 이뤄/ 봄철 맞아 한때를 즐겨 보려네/ 내가 노래하니 달이 배회하고/ 내가 춤추니 그림자 너울대네/ 깨어서는 같이 사귀어 즐기지만/ 취해서는 각자 나뉘어 흩어지네/ 무정한 이 만남 영원히 맺고 싶어/ 아득한 저 은하수에서 다시 만나세.— 이백이 쓴 월하독작(月下獨酌)

## 한국 한시
고조선 곽리자고 아내 여옥의 공무도하가, 고구려 유리왕의 황조가, 을지문덕의 여수장우중문시, 정법사의 영고석 등이 초기 작품이다. 또한 최치원의 추야우중 등 문집이 있고, 발해시대는 양태사의 야문수의성 등이 있다.
이후 고려, 조선 시대 말까지 귀족, 양반 층의 필수적 교양인 동시 자기 표현의 서정 양식으로서 널리 자리잡았다. 문인 사대부들에게 있어서 한시의 창작은 신분적 위신의 확인 및 계층 내적 교류에 불가결한 수단으로 여겼다.
16세기부터는 사대부들에 의해 많은 한시가 시조(한글)로 번역되어 불렸다.
전근대 시대에는 한시의 제작 능력이 사대부 및 중간 계층의 교양으로 매우 중시되었다. 특히 과거 진사시에서 부과되는 시나 과시(科詩) 과목에 응하기 위해 어려서부터 한시의 제작 방법을 익혀야 했다. 문학을 도덕과 교훈을 위한 도구로 생각했던 조선조 사대부 문인들은 한시를 적는 일이 원칙적으로 남성들의 일로 유교적 질서의 문학, 과거에 합격하고 정치를 하기 위한 문학이기도 했다.
규범적 삶으로부터 소외된 소실, 기녀 들이거나, 허난설헌과 신사임당 등 일부 사대부가 부녀자가 한시를 만드는 일도 있었다.
- 홍만종 시화총림(詩話叢林) : 조선 중기까지 24편의 시화집 수록

## 서적
- 고문진보(古文眞寶)는 중국 주나라에서 송나라에 이르는 동안의 한시(漢詩)와 문장들을 수집하여 분류한 책이다.

## 같이 보기
- 초사
- 시조
- 향가
- 경기체가
- 가사
- 고체시(古體詩)